# Roald Larsen
Roald Larsen (n. 1 februarie 1898, Christiania, Suedia-Norvegia – d. 28 iulie 1959, Oslo, Norvegia) a fost un patinator de viteză ce a reprezentat Norvegia, medaliat olimpic. A participat la 2 ediții ale Jocurilor Olimpice (1924, 1928) în care a câștigat două medalii de argint și 3 medalii de bronz.